# Trofofil

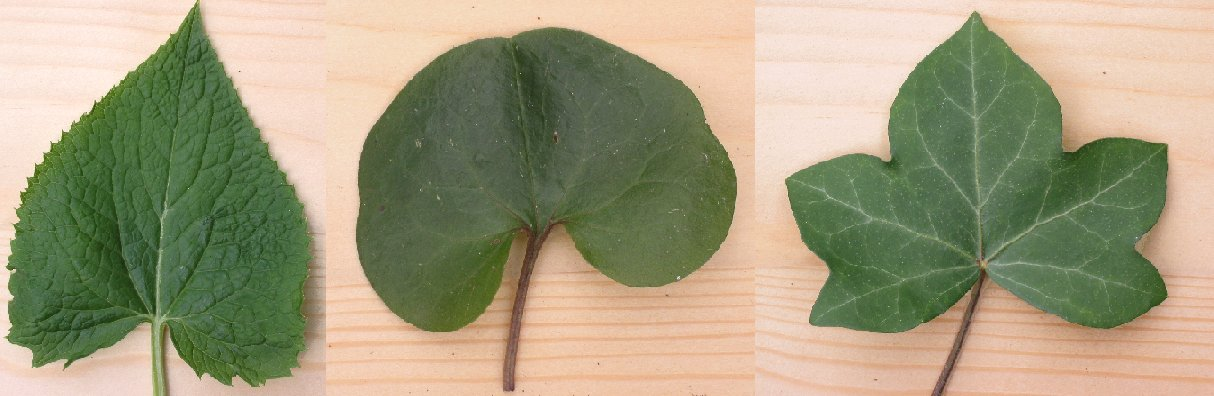
Przykłady trofofili roślin nasiennych

Trofofil, liść asymilacyjny – (gr. trophé – pożywienie, phýllon – liść) – liść przeprowadzający fotosyntezę. Liście asymilacyjne to najczęstsza postać liści. Pojęcie stosowane głównie w opozycji do sporofili, czyli liści zarodnionośnych. Trofofile czasem dla zwiększenia wydajności fotosyntezy wykonują ruchy fotonastyczne, tak aby wykorzystać optymalny kąt padania światła. U młodych liści może to wynikać z nierównomiernego tempa wzrostu, u dojrzałych, ze zmian turgoru.